# Junshi

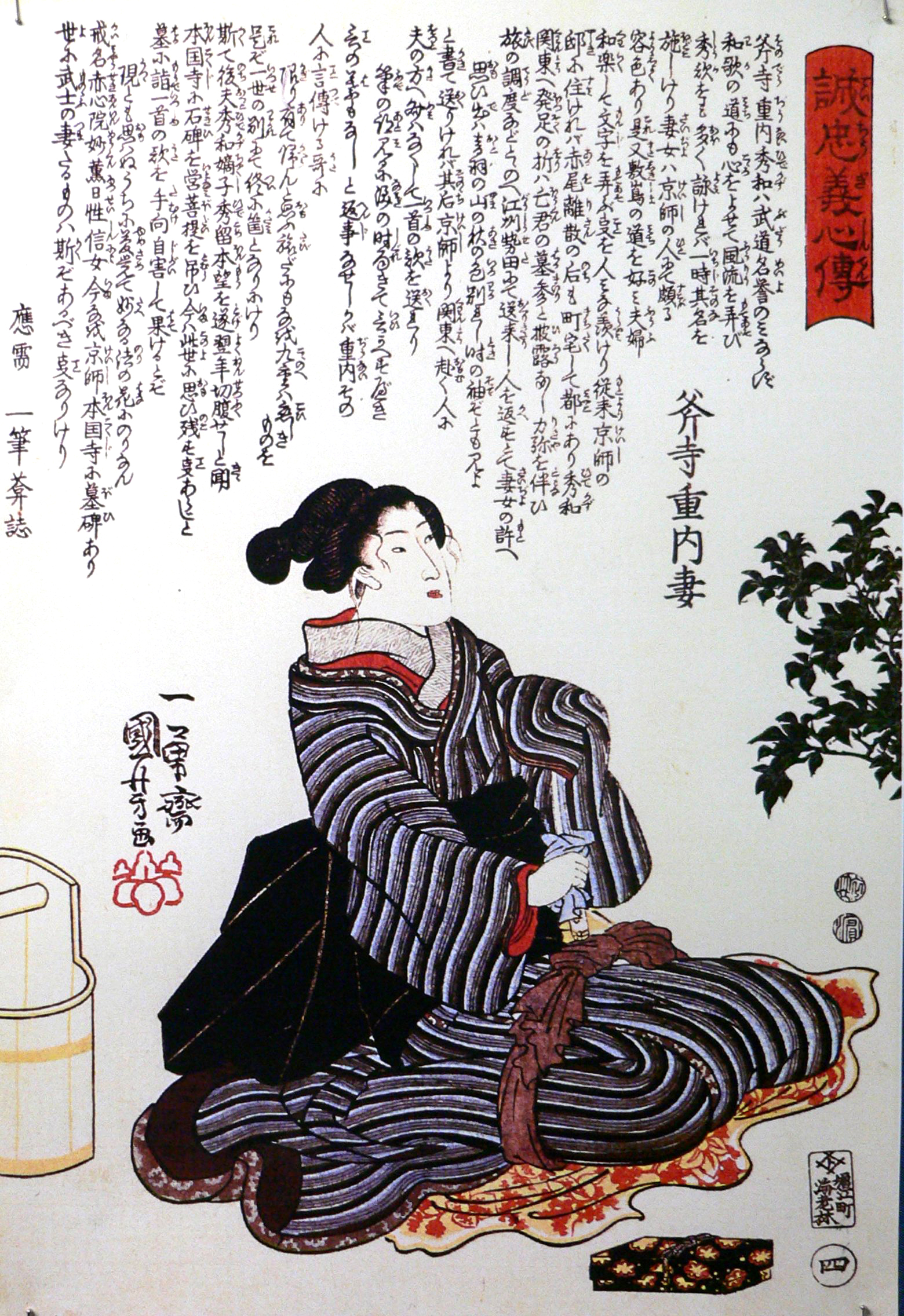
Représentation de la femme d'Onodera Junai, l'un des 47 rōnin, qui se prépare à suivre son mari dans la mort.

Le junshi (殉死, « suivre le seigneur dans la mort »), parfois traduit en « suicide par fidélité », est le nom du suicide traditionnel des vassaux japonais après la mort de leur seigneur. Il n'était cependant effectué à l'origine que lorsque le seigneur était tué à la bataille ou assassiné.

## Contexte
La pratique est décrite pour la première fois dans des chroniques chinoises du VIIe siècle sur le peuple Yamato (les Japonais). Selon le Weizhi (Chronique de Wei), un décret de 646 interdit le junshi, mais celui-ci continue cependant à être pratiqué pendant des siècles.
Durant le shogunat Tokugawa, la paix régnait, les batailles et les guerres étaient rares et le junshi devint courant chez les serviteurs même lorsque leur seigneur mourait de mort naturelle ou de n'importe quelle autre manière non violente. Il n'y avait pas de règles fixes pour le junshi, cela dépendait souvent des circonstances, de l'importance du seigneur, de l'estime qu'il avait pour ses serviteurs, ainsi que de la manière de sa mort. Le junshi pouvait être effectué dans n'importe quel cas, si le seigneur était mort de maladie, sur le champ de bataille ou même s'il s'était lui-même suicidé.

## Exemples
Un exemple de junshi est le suicide de sept pages en 1607 après la mort de Matsudaira Tadayoshi et Yūki Hideyasu. À d'autres occasions, cela s'est produit pour des personnes hautement placées. Tokugawa Hidetada fut suivi dans la mort par l'un de ses conseillers rōjū et, en 1651, après la mort du shogun Tokugawa Iemitsu, treize de ses plus proches conseillers (dont deux rōjū) se suicident, ce qui change totalement l'équilibre du conseil et impose les vues politiques de ceux qui restent. L'usage du junshi se répandit tellement que certains daimyos l'interdirent. Il fut rendu hors-la-loi par le clan Saga en 1661, puis ajouté dans les buke shohatto (lois pour les familles guerrières) par le quatrième shogun Tokugawa Ietsuna en 1663. Le junshi était cependant considéré par le shogunat comme un moyen de limiter la sédition. L'application de la loi était stricte et, à la manière japonaise, rejetait la faute sur le fils ou le successeur du seigneur décédé dont la mort avait provoqué le suicide. Cependant, en exprimant ainsi leur loyauté envers leur seigneur en le suivant dans la mort, les serviteurs pouvaient sérieusement compromettre la carrière de son successeur, et provoquer la ruine totale du domaine si les autorités en venaient à confisquer le fief. La pratique continua néanmoins. En 1668, à la mort du daimyo Okudaira Tadamasa, l'un de ses vassaux se suicida. Pour punir l'acte, le shogunat exécuta les enfants du suicidé, bannit les autres membres de sa famille et attribua au successeur d'Okudaira un fief plus petit. Les cas continuèrent jusqu'à une réinterdiction en 1683. Cette façon de rééditer les lois, surtout pour les interdictions, indiquait que la règle n'était pas unanimement suivie et qu'elle n'était pas appliquée efficacement.
À la mort de Tokugawa Tadakichi, quatrième fils d'Ieyasu, en 1607, cinq de proches serviteurs se suicidèrent par junshi.
En 1634, alors que le seigneur Satake Yoshinobu était mourant, un de ses samouraïs résidant à Edo prévint ses vassaux qu'il ne souhaitait pas qu'ils le suivent dans la mort, même si « c'est en vogue dans notre société contemporaine de s'ouvrir le ventre après la mort du maître. Et que beaucoup considèrent que cet acte est honorable (Hiromichi)[Quoi ?] ».
Malgré ce souhait exprimé, deux samouraïs se suicidèrent peu après. 
De plus, lorsque le fameux seigneur de guerre Date Masamune meurt en 1636, quinze samouraïs se suicident. Dans ce cas particulier, six d'entre eux étaient des serviteurs indirects dont les maîtres vassaux avaient décidé de suivre Date dans la mort.
À la mort du seigneur Nabeshima Katsushige en 1657, trente-six de ses samouraïs se suicident.
Un des exemples les plus récents est le cas du général Nogi Maresuke, héros de la guerre russo-japonaise de 1904-1905. Alors que le cortège funèbre de l'empereur Meiji quittait le palais impérial de Tokyo, le pays apprit que Maresuke s'était suicidé en compagnie de sa femme. Il s'était éviscéré lui-même dans l'ancienne tradition samouraï du junshi pour suivre son seigneur dans la mort. Carol Gluck note :

« Dans une première approche, il était impossible qu'une des figures les plus connues du Japon de Meiji pouvait commettre le junshi […] Dans un pays en pleine modernisation, un soldat adulé […] avait suivi une tradition déclarée illégale par le shogunat en 1663 car archaïque. »

Inoue Tetsujirō considérait le suicide de Maresuke comme une raison de célébration, malgré le fait que, du point de vue de la société, c'était avant tout la perte d'un grand homme et une tristesse pour beaucoup. Il ajouta aussi que le junshi de Maresuke « démontrait la puissance du bushidō et prouva que le suicide pouvait avoir un impact extraordinaire au Japon ».
Plusieurs penseurs considéraient ce suicide comme un acte de loyauté et un exemple pour les Japonais en pleine période d'effondrement des valeurs traditionnelles. D'autres, comme Kiryu Yuyu, le critiquèrent sévèrement comme un appel à faire revivre le bushido.
La légende des 47 rōnin peut être considéré comme un exemple de junshi.
Le junshi est parfois relié à la relation homosexuelle (homosexualité au Japon) entre le maître et le vassal. Le daimyo d'un domaine employait généralement de nombreux pages, mais leur relation n'était pas toujours d'ordre sexuel même si ce genre de liaison était considéré comme normal dans la vie des guerriers. Lorsque ces garçons devenaient adultes, ils accédaient souvent au poste de conseiller politique en qui le seigneur avait toute confiance, et ils montaient rapidement les échelons. Fréquemment, les anciens amants du seigneur se suicidaient après la mort de leur maître. Dans ces cas, le junshi représentait le mariage entre la mort et l'amour, le tout enveloppé de l'idéologie officielle sur la loyauté samouraï. Le philosophe Yamaga Sokō, qui fut d'abord connu de ses contemporains comme un fin stratège militaire, centra une bonne partie de ses œuvres autour de la question d'une redéfinition de la condition de samouraï. Se sentant peu proche de la relation maître-disciple, Sokō rejetait la légitimité morale du junshi, considérant qu'il était plutôt le résultat de quelques liaisons homosexuelles.